# Hiro Mashima

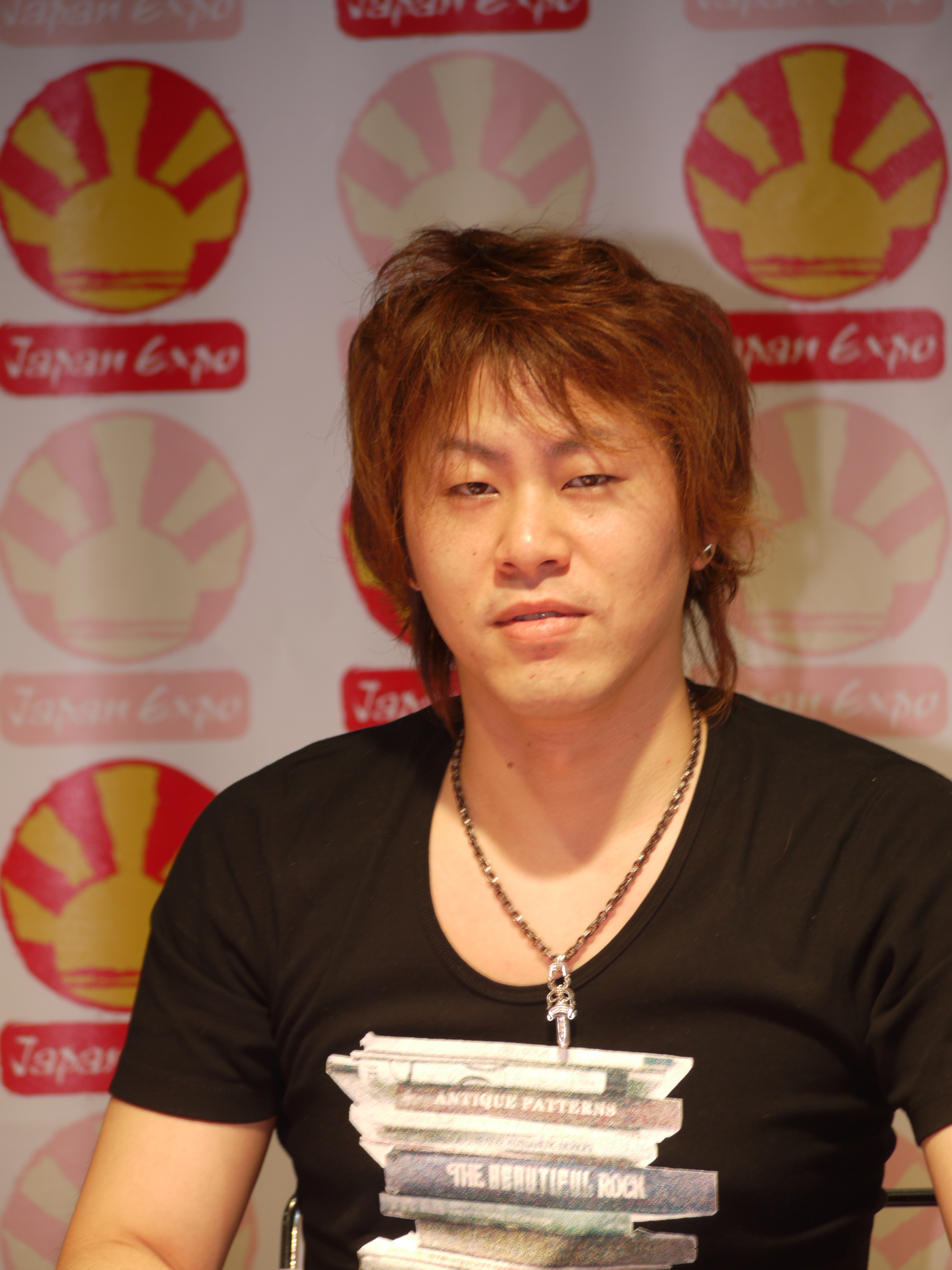
Hiro Mashima 2010

Hiro Mashima (jap. 真島 ヒロ, Mashima Hiro; * 3. Mai 1977 in Nagano, Präfektur Nagano) ist ein japanischer Manga-Zeichner.

## Leben
Hiro Mashima lebte als Kind in den Bergen der Präfektur Nagano. Er verbrachte einen Großteil seiner Kindheit in der freien Natur und fing dort mit dem Zeichnen von Tieren und Pflanzen an. Den Wunsch Mangaka zu werden verspürte er, nachdem ihm sein Großvater alte, abgelegte Manga-Magazine vorbeibrachte und er anfing, die Figuren nachzuzeichnen. Für einen Jungen, der in einer eher abgelegenen Berglandschaft mit kaum Unterhaltungsmöglichkeiten lebt, wurden Mangas Mashimas Leidenschaft. Sein Lieblingsmanga war Dragon Ball. Dieser Wunsch wurde durch Mashimas Vater noch bestärkt. Er war ebenso sehr angetan von der Malerei und ging oft in die freie Natur, um dort zu malen. Als Hiro Mashima ihn eines Tages dabei beobachtete, dass sein Vater den Himmel entgegen der Realität gelb statt blau malte, erklärte er ihm seine Philosophie, die daraus besteht, dass ein Bild nicht nur etwas ist, was man sieht, sondern auch Freiheit darstellt. Diese Philosophie hat Hiro Mashima sehr beeindruckt und prägt bis heute seinen Stil, Jahre über den Tod seines Vaters hinaus.
In der Mittelschule geriet Hiro Mashima auf Abwege. Sein Verhalten war von Rowdytum und kleinen Straftaten geprägt. Seiner Leidenschaft für das Zeichnen blieb er aber treu. Zur selben Zeit begann Mashima sich für Filme zu interessieren, für ihn, wie er sagt, ein Eckpfeiler für sein Schaffen als Mangaka. In seiner Schule war Mashimas Leidenschaft fürs Zeichnen bekannt und ging sogar so weit, dass er für einen Freund einen erotischen Manga gezeichnet hat, welcher ihm viel Ärger mit den Lehrern einbrachte.
Während der Highschool begann Mashima in der Rockband Nightmeeting Gitarre zu spielen. Weil dadurch seine Noten immer schlechter und sein Verhalten zudem auffällig wurden, hatte ihn seine damalige Schule vom Schulbetrieb suspendiert. Ab hier besann sich Mashima und beschloss nach Tokio zu gehen, um professioneller Mangaka zu werden. Mithilfe seiner Freunde und wohlwollender Lehrer gelang es ihm sogar noch das Abitur zu machen.
Nach dem bestandenen Abitur zog Mashima von Nagano nach Tokio und meldete sich an einer Schule für Mangazeichner an. Doch er konnte sich nicht mit der Schule und den Schülern arrangieren, so dass er sie schnell wieder verließ. Da ihn Tokio als Provinzler sehr beeindruckte, stürzte er sich eine Zeit lang in das Nachtleben der Stadt. Als er aber mitbekam, dass alle seine Freunde Jobs hatten und auch seine Beziehung mit seiner damaligen Freundin in die Brüche ging, besann sich Mashima endgültig auf seinen Traum und stellte mit Bad Boys Song seinen Manga fertig, dem er dem Manga-Verlag Kōdansha zusandte.

## Werdegang
Seinen ersten Manga als professioneller Zeichner veröffentlichte er 1998, im Alter von 21 Jahren, mit der Kurzgeschichte Bad Boys Song im Manga-Magazin Magazine Flesh. Für sein zweites veröffentlichtes Werk, Magician, gewann er 1998 den Nachwuchspreis des Kōdansha-Verlages.
Der Durchbruch kam mit der ersten Serie, RAVE, an der er von 1999 bis 2005 für Shōnen Magazine arbeitete und die sich über 18 Millionen Mal verkaufte. Sie wurde in mehrere Sprachen übersetzt und als Anime-Fernsehserie umgesetzt. Für das Comic Bom Bom-Magazin schuf Mashima von 2002 bis 2007 unter dem Titel Plue no Inu Nikki (übersetzt „Plues Hundetagebuch“) ein Spin-off zu RAVE.
Von 2006 bis 2017 erschien im Shōnen Magazine seine Manga-Serie Fairy Tail auf wöchentlicher Basis, mit der er an den Erfolg von RAVE anknüpft. Parallel dazu erscheint im Shōnen Rival auf monatlicher Basis die von ihm gezeichnete Serie mit Namen Monster Hunter Orage, die auf den Spielen der Monster-Hunter-Reihe basiert.

## Preise und Auszeichnungen
- 2009 gewann er für Fairy Tail den Kōdansha-Manga-Preis in der Kategorie Shōnen.
- 2011: Sondermann-Preis in der Kategorie Manga international für Fairy Tail Teil 4

## Zeichenstil
Seine Werke lassen sich der Shōnen-Gattung zuordnen. Mashimas Zeichenstil wird oft mit dem Eiichirō Odas (One Piece) verglichen, was so weit ging, dass schließlich vor allem außerhalb Japans das Gerücht aufkam, er wäre einmal Odas Assistent gewesen. Mashima hatte jedoch nie eine Stelle als Assistent eines anderen Mangakas, sondern war bereits in jungen Jahren als Mangaka gefragt und etabliert. Der ähnliche Zeichenstil erklärt sich viel mehr in der gemeinsamen Begeisterung für die Werke von Akira Toriyama.

## Werke

### Aktuelle Serien
- Dead Rock (seit 2023)
- Edens Zero (seit 2018)
- Fairy Tail: 100 Years Quest (seit 2018)

### Abgeschlossen
- RAVE (レイヴ, von 1998 bis 2005 wöchentlich im Shōnen Magazine)
- Plue no Inu Nikki (プルーの犬日記, von 2003 bis 2007)
- Mashima-en (ましまえん, 2003, Sammlung von One Shots)
- Monster Soul (モンスターソウル, von 2006 bis 2007 im Magazin Comic Bom Bom)
- Monster Hunter Orage (モンスターハンター オラージュ, Monsutā hantā orāju; von 2008 bis 2009 im Shōnen Rival)
- Fairy Tail (フェアリーテイル, Fearī teiru; von 2006 bis 2017 im Shōnen Magazine)

### One Shots
- Bad Boys Song, 1998
- Magician, 1998
- Starbiter Satsuki, 2014
- Nishikaze to Taiyō, 2015